# Despoblado

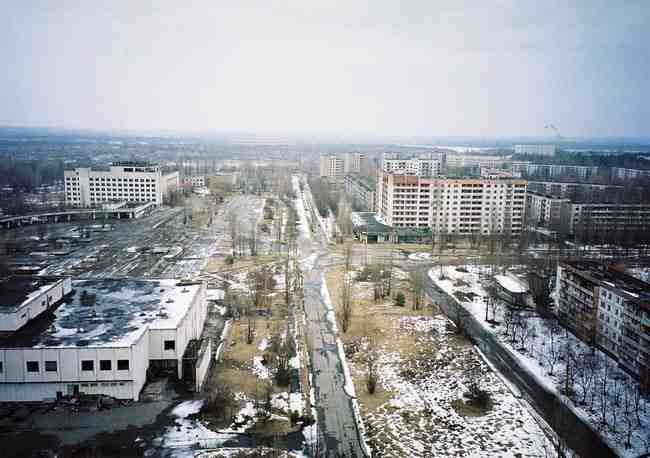
Vista de Prípiat, evacuada tras el desastre de Chernóbil

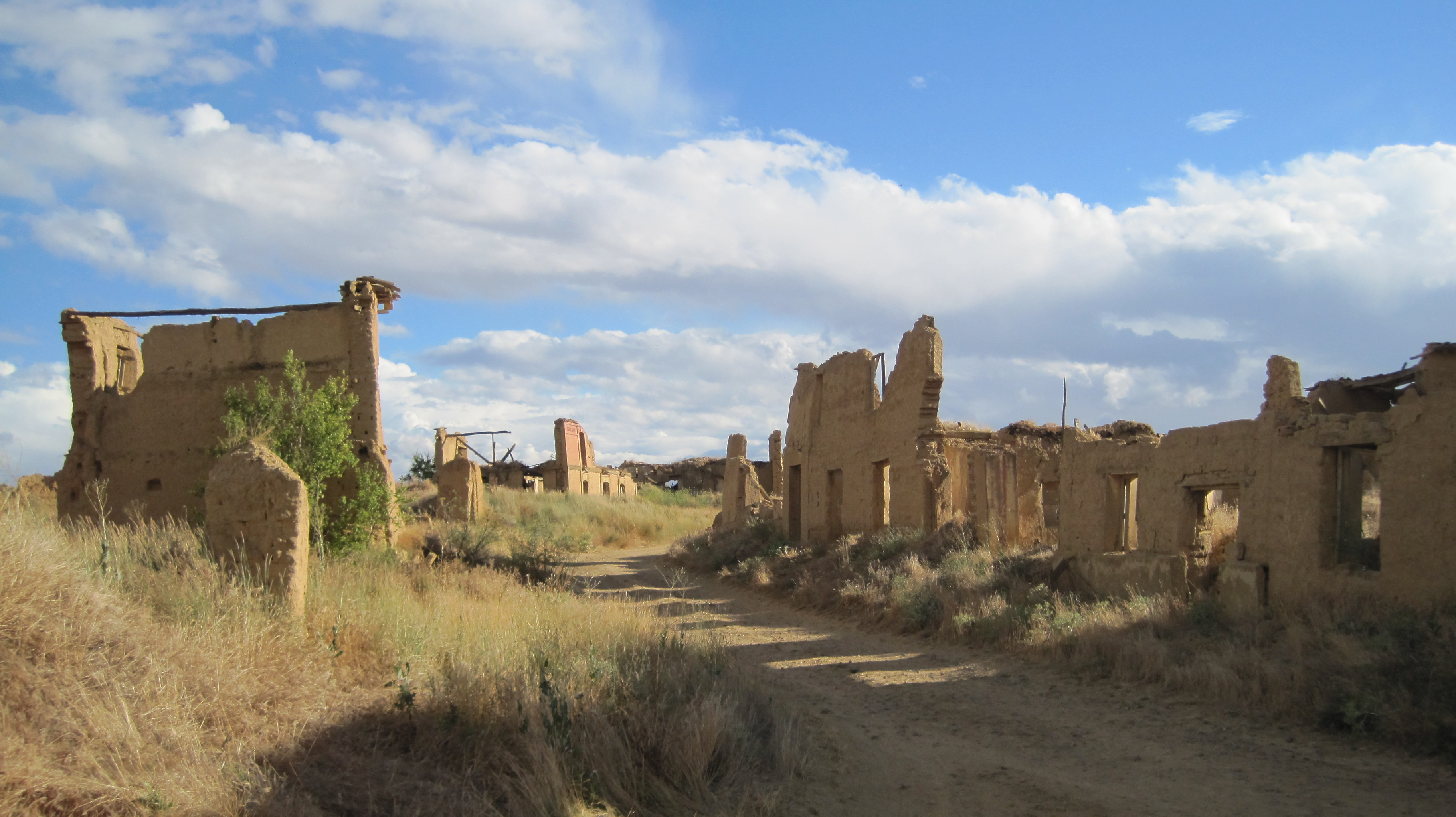
Ruinas y maleza en el despoblado de Villacreces (España)

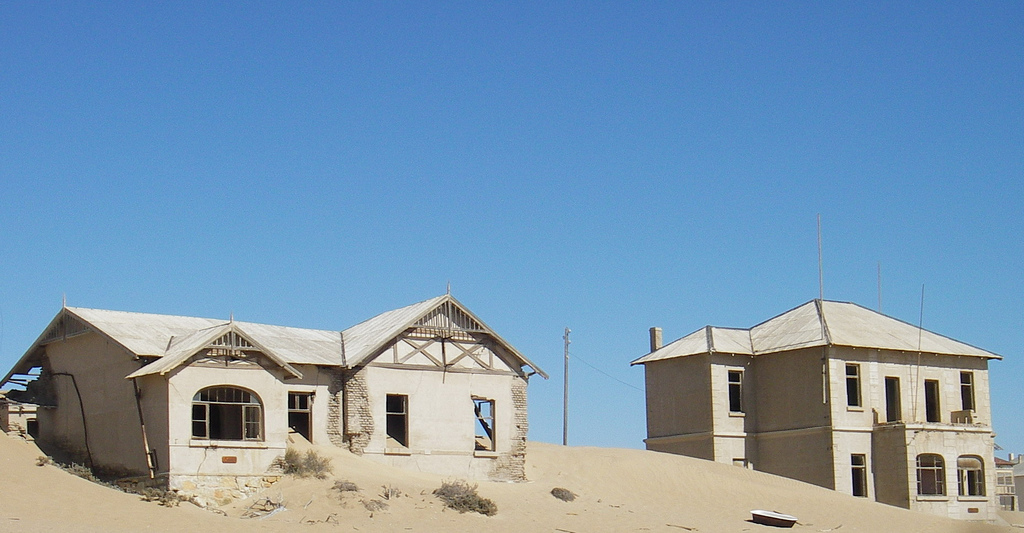
Kolmanskop (Namibia)

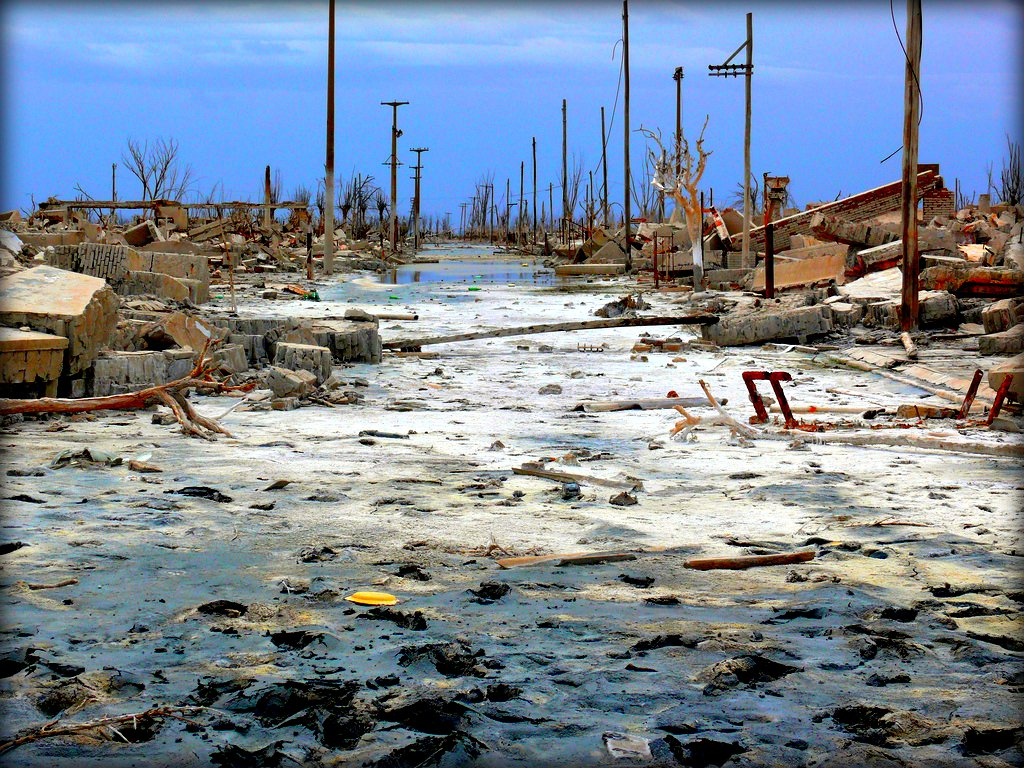
Villa Epecuén (Argentina) En ruinas debido a graves inundaciones en 1985 causadas por el crecimiento del agua de la Laguna Epecuén

Un despoblado es un núcleo de población que, por alguna razón, ha quedado abandonado y no cuenta con habitantes permanentes, conservando con frecuencia el topónimo y la memoria oral, escrita o física de su existencia. Este abandono suele estar relacionado con las epidemias, el hambre, las guerras, las crisis económicas, las catástrofes naturales o las acciones gubernamentales.
Según Nicolás Cabrillana Ciézar, un despoblado es un «establecimiento humano permanente abandonado por razones económicas, sociales o políticas», si bien «consideramos como despoblado solo a las agrupaciones humanas que tuvieron cierto número de vecinos; no consideramos como tales las simples dehesas, casas aisladas o pequeños centros de explotación agraria».

## Motivos para el abandono

### Caída de la actividad económica

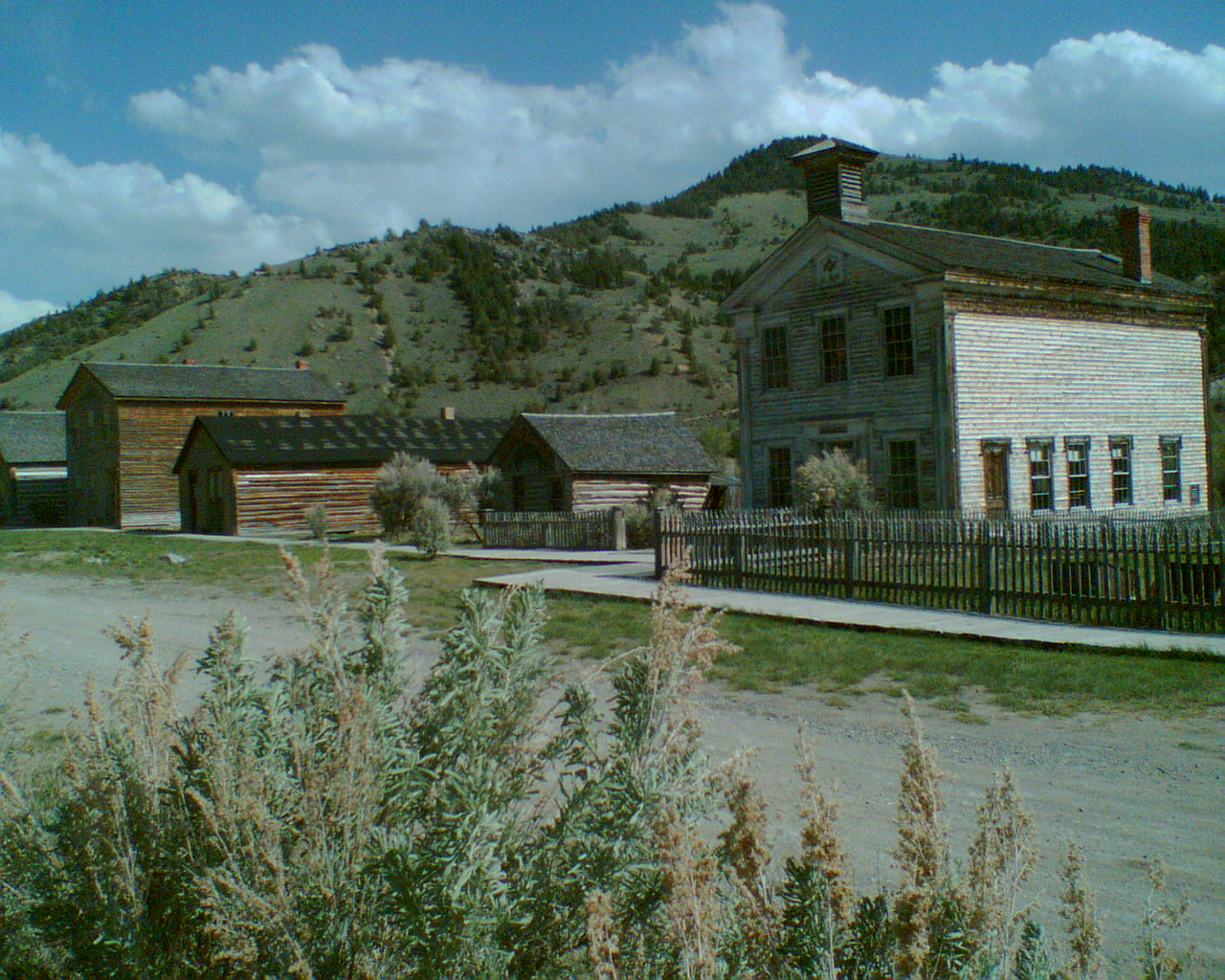
Bannack (Montana) creció con motivo de la fiebre del oro en Estados Unidos. Sus últimos vecinos lo abandonaron en los años 1970

El abandono de una población puede producirse cuando la actividad o recurso económico que provocó su crecimiento (por ejemplo, una mina) se agota o se experimenta un colapso de los precios. Estos núcleos de rápido crecimiento pueden disminuir tan rápido como se desarrollaron inicialmente. A veces, toda o casi toda la población puede abandonar el lugar, dando como resultado una ciudad fantasma.
Igualmente, la base económica de una comunidad puede desaparecer por múltiples factores. Algunas ciudades mineras de la ruta 66, en Estados Unidos, sufrieron doblemente el cierre de la mina cuando los recursos se agotaron y disminuyó el tráfico de la carretera al ser desviado desde lugares como Oatman, Arizona, hacia una ruta más directa. Otros casos son las oficinas salitreras ubicadas en el norte de Chile, que fueron progresivamente abandonadas cuando la producción de salitre sintético hizo poco rentable la extracción de caliche natural.
En otros casos, la razón del abandono puede provenir de la función económica de una ciudad, que se traslada a otro lugar. Esto sucedió en Collingwood, Queensland (Australia), cuando Winton superó a Collingwood como centro regional de la industria ganadera. El ferrocarril llegó a Winton en 1899, vinculándolo con el resto de Queensland, y Collingwood fue abandonado al año siguiente.
El aumento de la inversión causada por las burbujas inmobiliarias también provoca cierta despoblación, ya que los precios suben y la vivienda a precio asequible ve reducida su disponibilidad. Tales ejemplos incluyen China y Canadá, donde la vivienda se utiliza a menudo como una inversión y no como vivienda.
Las crisis económicas también pueden ser motivo de la despoblación, como sucedió en muchos casos en España durante el siglo XX; la pérdida de las cosechas por las lluvias y tormentas, que tras repetirse de forma consecutiva durante varios años dejaban a la población en una crisis de hambrunas, obligó a emigrar a las ciudades en busca de nuevas oportunidades de trabajo.

### Construcción de obras públicas

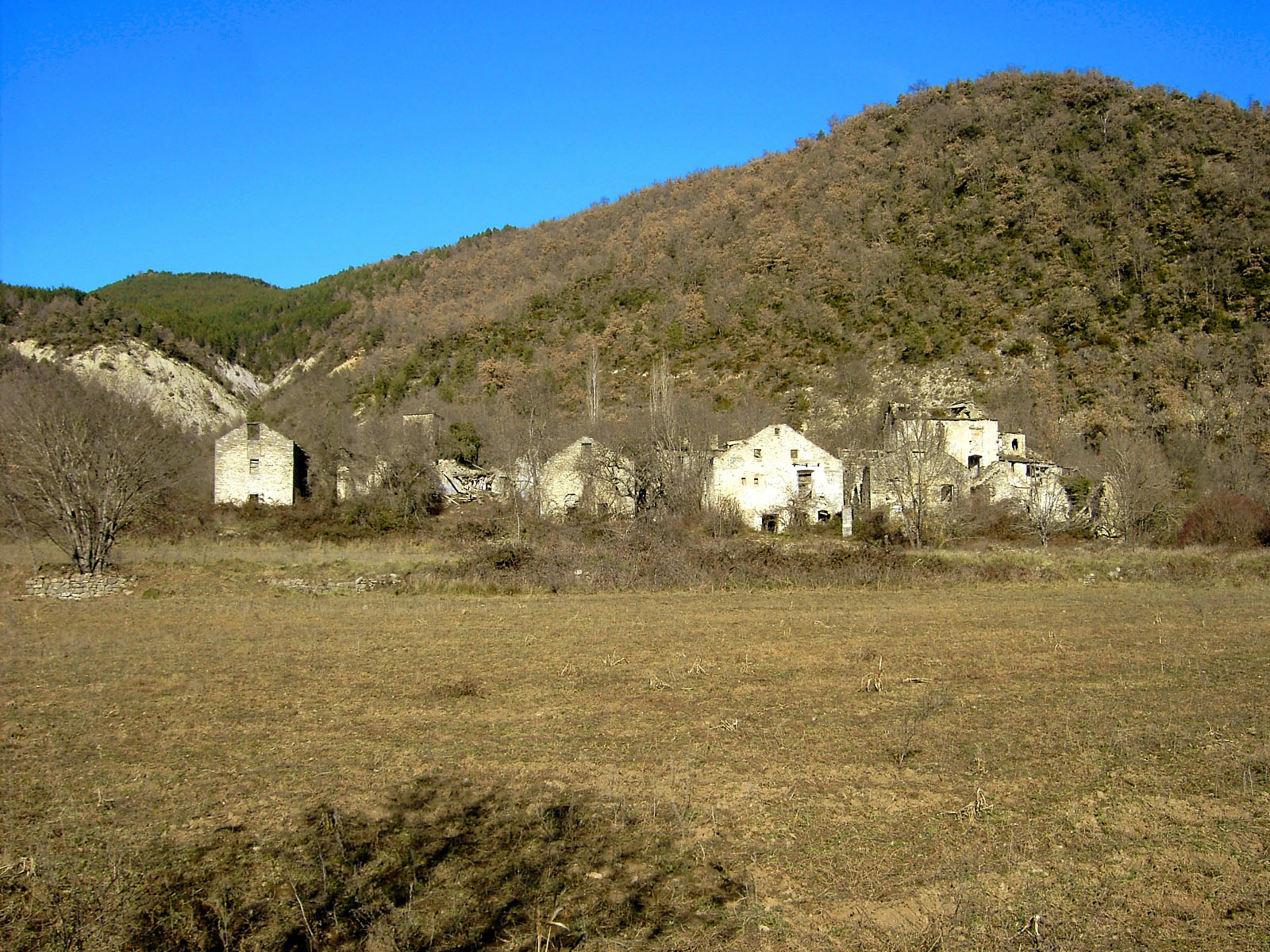
La aldea de Lacort, en Aragón, quedó despoblada por expropiación ante el proyecto del embalse de Jánovas, que nunca se llegó a construir

La construcción de presas ha provocado que muchas poblaciones hayan quedado bajo el agua. Un ejemplo es Federación, en Argentina, inundada por la construcción de la Represa de Salto Grande; la ciudad fue reorganizada y reconstruida en un terreno más alto. También en la Argentina, el pueblo de Río Hondo, en la provincia de Tucumán, quedó sumergido por el embalse Río Hondo. En la provincia costarricense de Guanacaste, el pueblo de Arenal fue reconstruido para dar cabida al artificial lago Arenal; el casco antiguo está ahora sumergido bajo el lago.
Muchas poblaciones tuvieron que ser abandonadas durante la construcción de la presa de las Tres Gargantas en China, lo que provocó el desplazamiento de muchas personas del medio rural.  La construcción de la presa de Asuán, en el río Nilo, sumergió sitios arqueológicos y antiguos asentamientos como Buhen bajo el lago Nasser. Otros ejemplos son los Pueblos Perdidos de Ontario, inundados por la construcción de la vía marítima del San Lorenzo en 1958.
En España, los casos de poblaciones sumergidas bajo el agua son numerosos; entre ellos, por ejemplo, Oliegos, por la construcción del embalse de Villameca, el antiguo municipio de Vegamián, por el embalse del Porma, o las localidades del valle de Riaño, por la construcción de la presa de Riaño.

### Conflictos bélicos

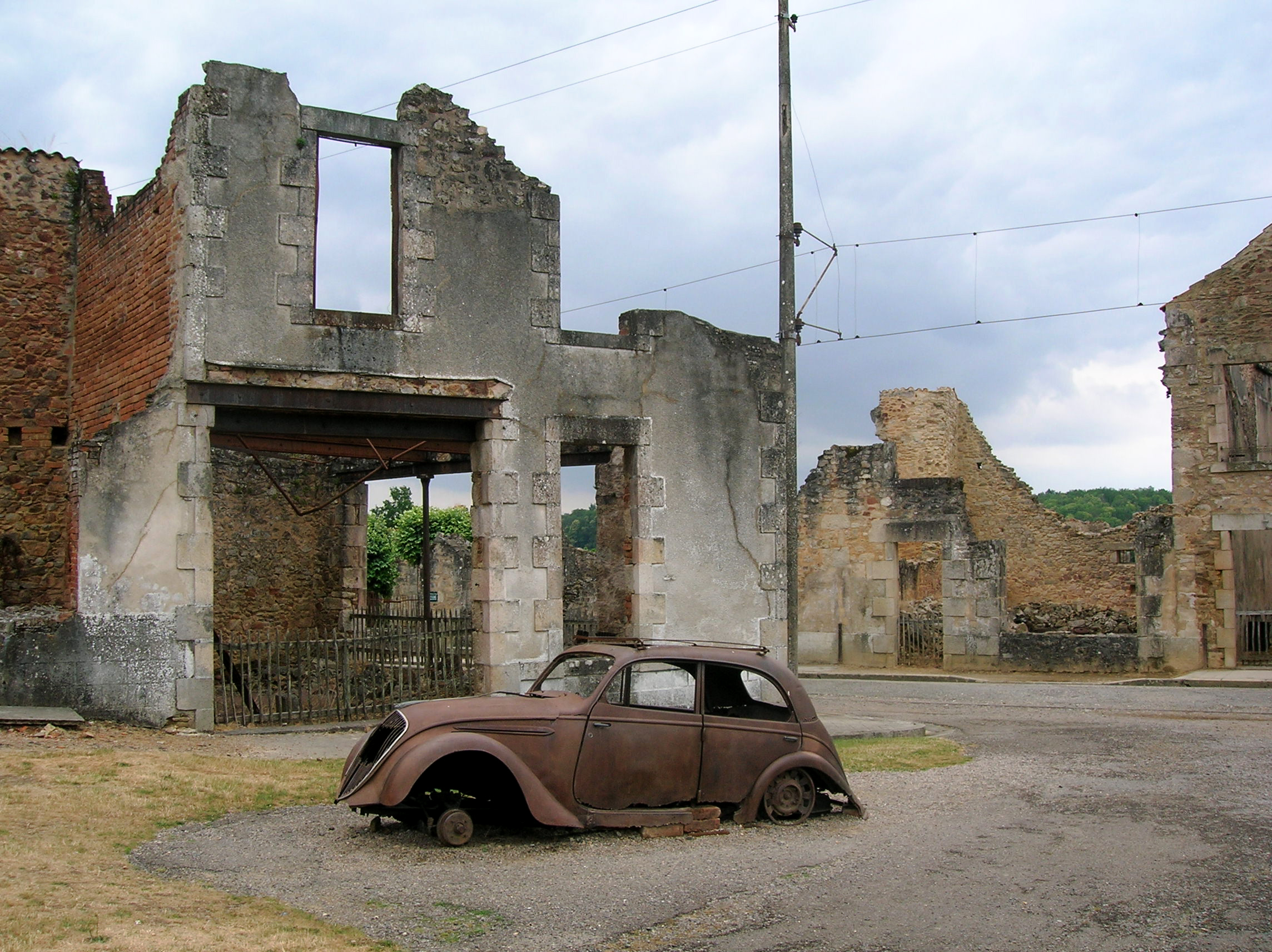
Detalle de Oradour-sur-Glane, destrozada durante la Segunda Guerra Mundial

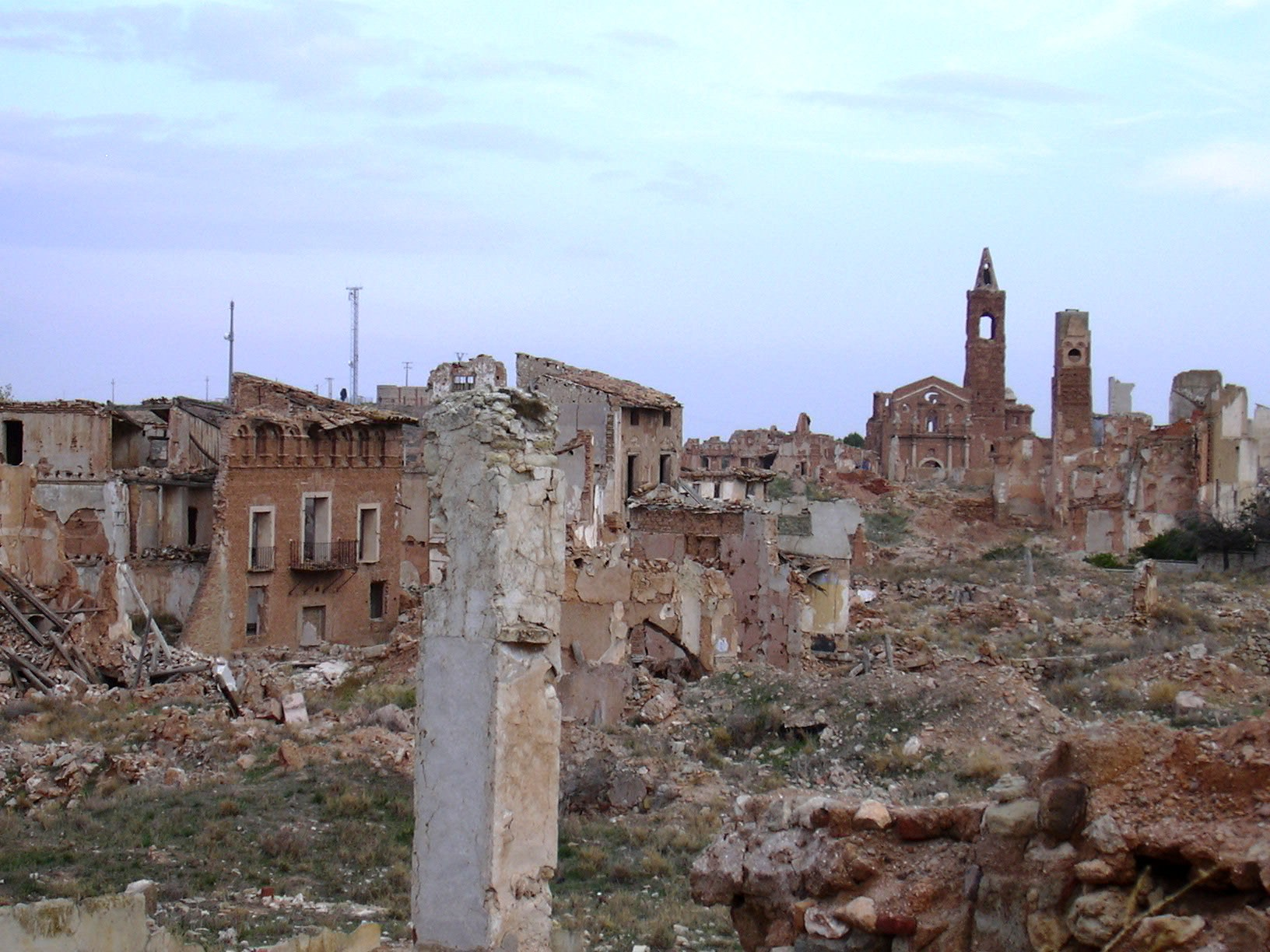
Belchite, ejemplo de pueblo abandonado por un conflicto militar, en este caso debido a la batalla que tuvo lugar durante la guerra civil española

Las guerras, con sus consecuencias, son otro de los motivos del deterioro y abandono de poblaciones. Por ejemplo, la villa francesa de Oradour-sur-Glane fue destrozada el 10 de junio de 1944, cuando 642 de sus 663 habitantes, entre ellos mujeres y niños, fueron asesinados por una compañía alemana de las Waffen-SS. Se construyó una nueva aldea después de la guerra en un sitio cercano, y las ruinas de la original se han mantenido como monumento conmemorativo. Un caso similar es el de Belchite (España), bombardeado y reducido a ruinas durante la guerra civil española, que todavía se conserva como un monumento.

### Desastres
Los desastres naturales, como sequías, inundaciones o terremotos, y los causados por el ser humano pueden provocar la despoblación de un lugar. Por ejemplo, después de haberse inundado en más de 30 ocasiones desde su fundación en 1845, los residentes de Pattonsburg, Misuri, decidieron trasladarse tras las inundaciones de 1993. Con la ayuda del gobierno, la localidad fue reconstruida a 4,8 km de su emplazamiento original.

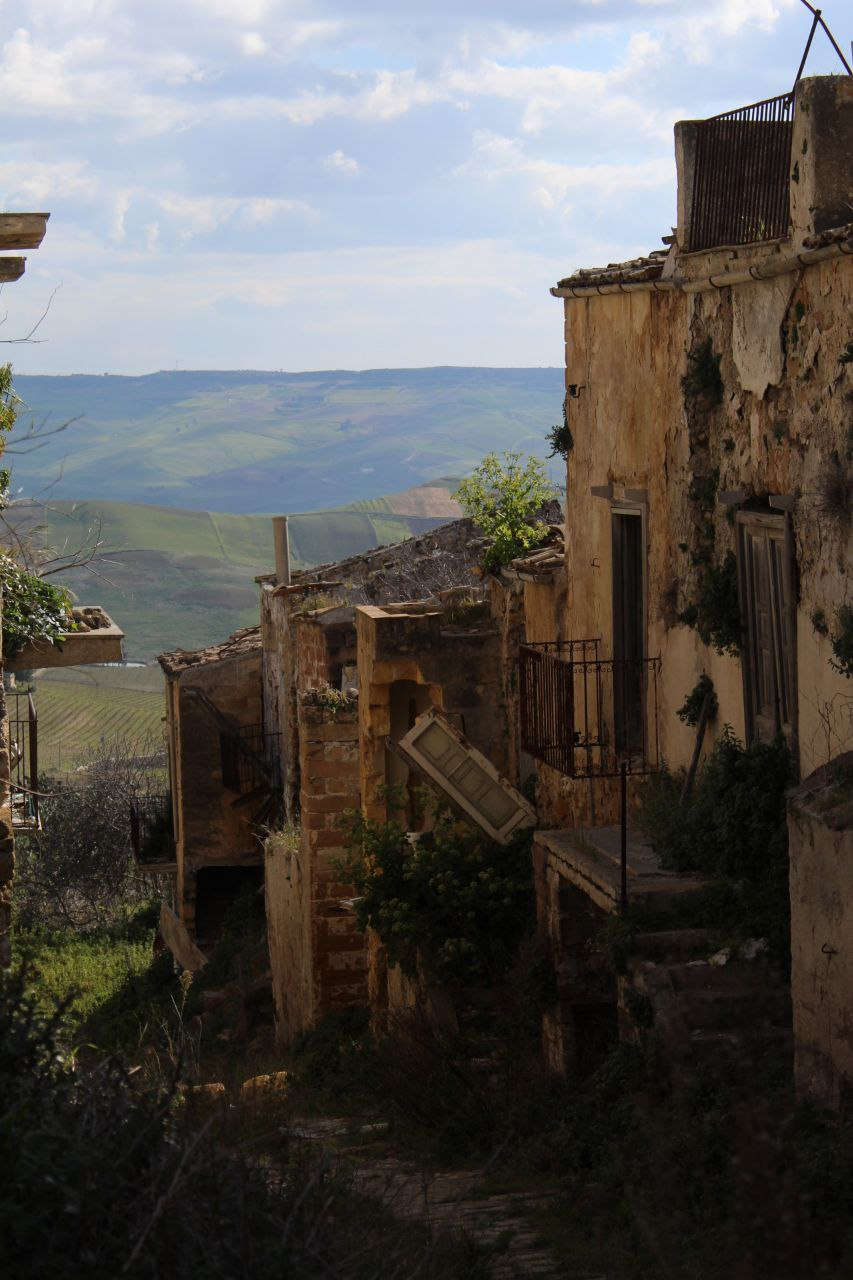
Ruinas de Poggioreale en la provincia de Trapani, Sicilia.

Craco, una aldea medieval en la región italiana de Basilicata, fue evacuada tras un deslizamiento de tierra en 1963. Hoy en día es un escenario habitual para el rodaje de películas, incluyendo La Pasión de Cristo, de Mel Gibson, o Quantum of Solace, de Marc Forster. Poggioreale, en la provincia de Trapani (Sicilia), es un pueblo abandonado a consecuencia del terremoto que tuvo lugar en 1968 en el valle de Belice; en sus ruinas fue rodada una escena de la película Cinema Paradiso, en la que Totó pasea con su madre por unas ruinas.
En 1984, Centralia, Pensilvania, fue abandonada debido al fuego incontenible de una mina, que comenzó en 1962 y todavía continúa; finalmente, el fuego alcanzó una mina abandonada debajo de la cercana ciudad de Byrnesville, Pensilvania, lo que forzó a evacuar la población.
La ciudad canadiense de Lemieux, Ontario, fue abandonada en 1991 después de que unas pruebas revelaran que estaba construida sobre una capa inestable de arcilla. Dos décadas antes, la ciudad canadiense de Saint-Jean-Vianney, en Quebec, también construida sobre una base de arcilla, había sido abandonada después de un deslizamiento el 4 de mayo de 1971, que arrasó 41 hogares y mató a 31 personas.
Después del desastre de Chernóbil de 1986, cerca de 200 poblaciones de Ucrania y Bielorrusia fueron evacuadas, incluyendo las ciudades de Prípiat y Chernóbil. El área estaba, y todavía está, tan contaminada con radiación nuclear que a muchos de los evacuados nunca se les permitió regresar a sus hogares.

### Epidemias y contaminación

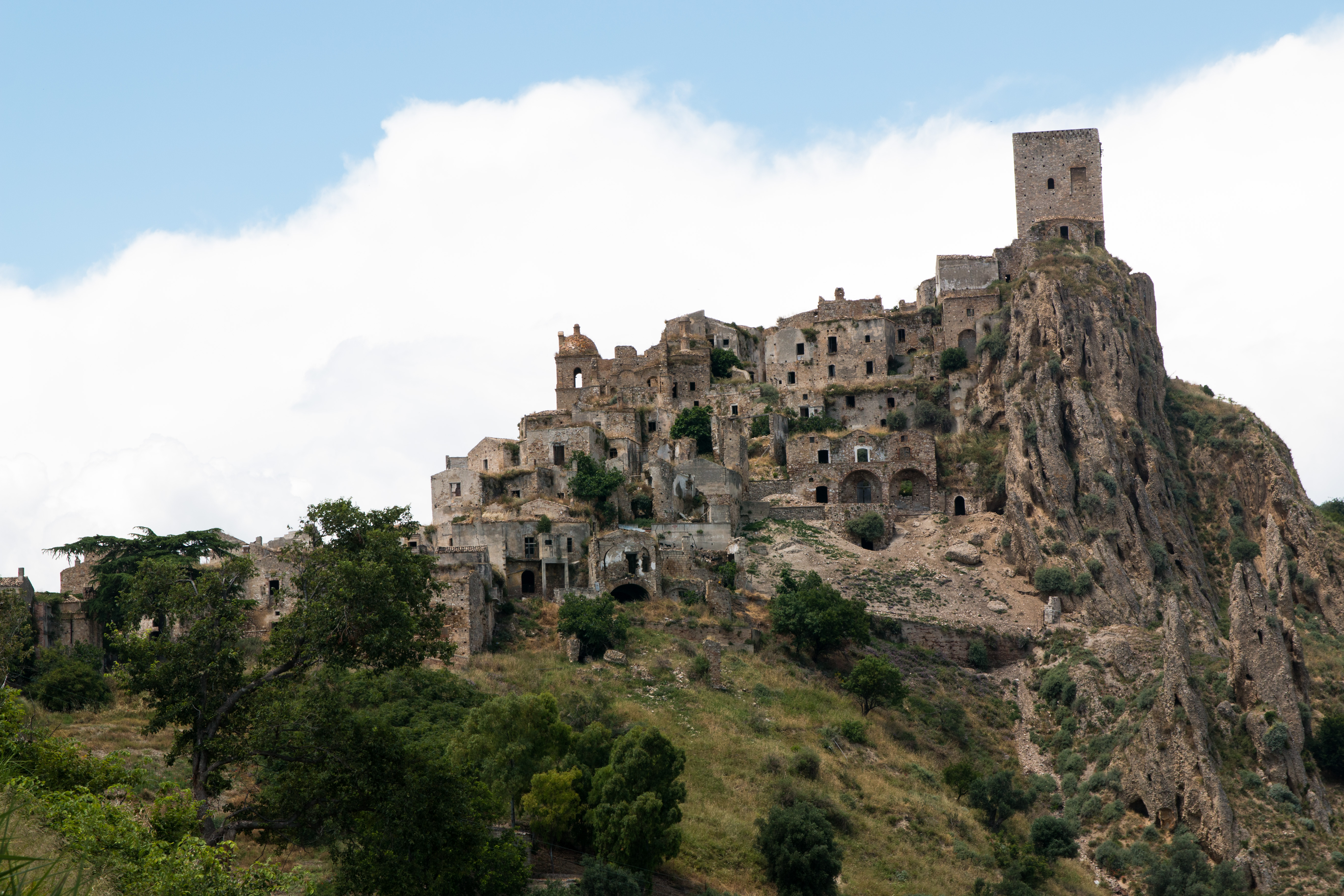
Pueblo medieval de Craco, abandonado debido a un deslizamiento de tierra en los años 1960

Las elevadas tasas de mortalidad como resultado de epidemias han provocado la despoblación en diversas ocasiones. Algunos lugares del este de Arkansas fueron abandonados después de que más de 7000 personas falleciesen durante la epidemia de gripe española de 1918 y 1919. Varias comunidades de Irlanda, particularmente en el oeste del país, fueron exterminadas debido a la gran hambruna en la segunda mitad del siglo XIX y los años de declive económico que le siguieron.
Los daños ambientales causados por la contaminación a largo plazo también pueden provocar la despoblación. Algunos ejemplos notables son Times Beach, Misuri, cuyos residentes estuvieron expuestos a un alto nivel de dioxinas, y Wittenoom, en Australia Occidental, que poseyó la mayor fuente de asbesto azul de Australia, pero fue cerrada en 1966 debido a problemas de salud. Treece y Picher, comunidades gemelas situadas junto a la frontera entre Kansas y Oklahoma, fueron una de las fuentes más grandes de cinc y plomo de los Estados Unidos, pero más de un siglo de eliminación no reglamentada de relaves llevó a la contaminación del agua subterránea y al envenenamiento por plomo, dando como resultado su evacuación.

## Estudio

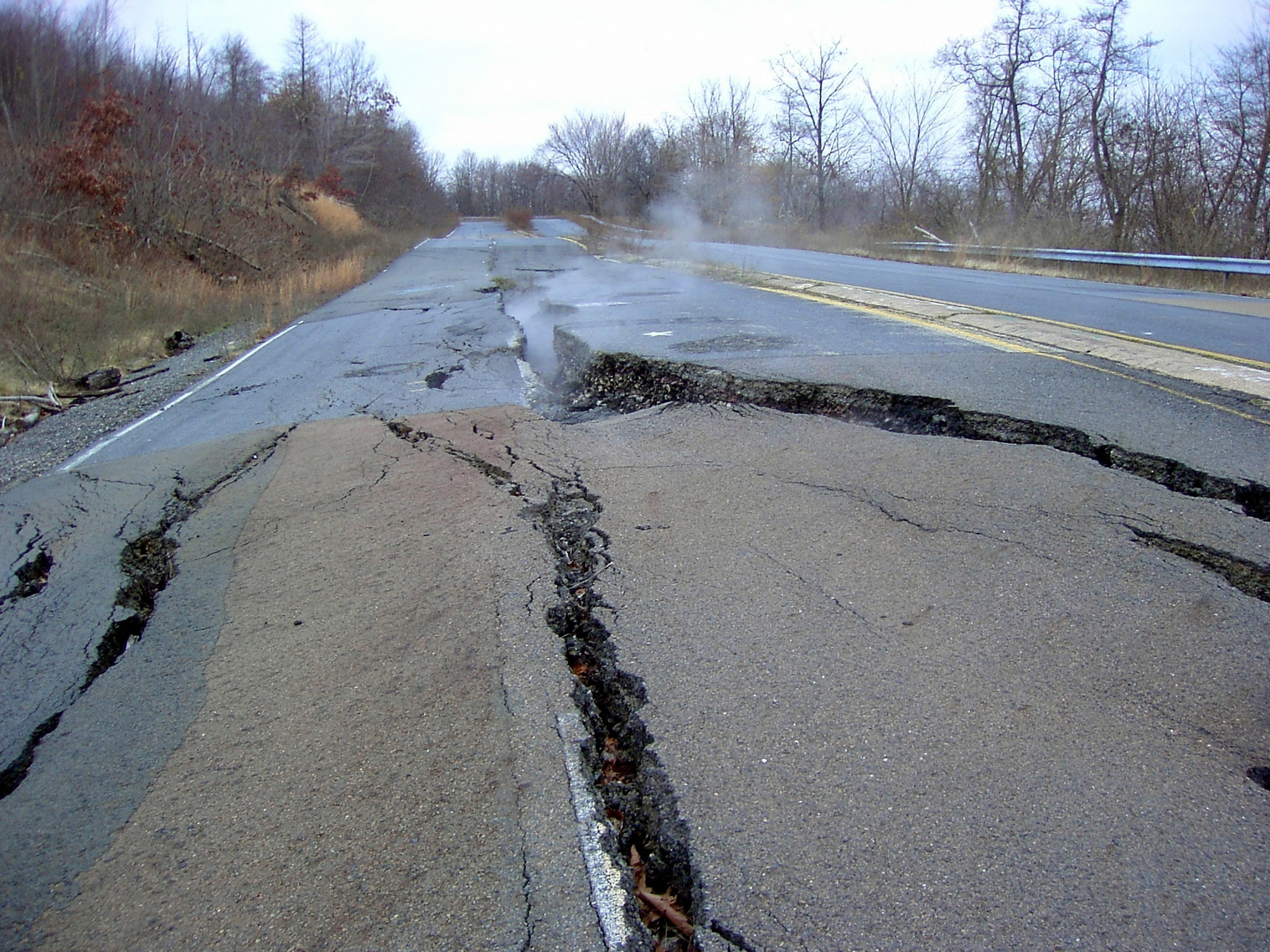
Centralia (EE. UU.), abandonada progresivamente desde 1962 al incendiarse una antigua mina de carbón que arde debajo de la ciudad

El estudio de los despoblados cuenta con una importante trayectoria en Europa, de manera que ha constituido uno de los pilares básicos sobre los que se ha fundado la arqueología medieval. La mecanización del medio rural en los últimos decenios ha provocado que se reconociesen numerosos despoblados, especialmente en el momento de su destrucción. Por este motivo su catalogación y protección ha sido el primer tratamiento que se ha dado a este conjunto de yacimientos arqueológicos.
En un segundo momento, historiadores, antropólogos, arqueólogos y otros especialistas han definido a partir del estudio de los despoblados temáticas de análisis tan complejas como el incastellamento, el estudio del nacimiento de la aldea medieval o la crisis bajomedieval.
En países como Francia, Inglaterra, Alemania o Italia, la arqueología de los despoblados medievales ha constituido una de las principales temáticas de estudio durante los años 1970 hasta la actualidad. Algunos yacimientos paradigmáticos como Wharram Percy (Yorkshire), Rougiers (Provenza) o Rocca San Silvestro (Toscana) son buena prueba del peso que ha tenido la arqueología de los despoblados. En España, en cambio, la concepción predominantemente monumentalista de la arqueología medieval ha tenido como consecuencia que muy pocos despoblados se estudiasen, especialmente en el norte peninsular. Entre los principales yacimientos excavados hay que señalar los de Fuenteungrillo (provincia de Valladolid), Arpadues o Rada (Navarra), Revenga (provincia de Burgos) y Sornostegui o Aistra, en Álava.
En los últimos años se han estudiado arqueológicamente numerosos despoblados medievales en varios sectores del norte peninsular, que están permitiendo analizar los procesos de formación de los paisajes altomedievales.

## Futuro
En la actualidad se está observando un creciente interés en adquirir despoblados. En España el 70% de los despoblados son comprados por extranjeros, y su precio aumenta cada año entre un 5% y 10%.